# Ivan Ceković
Ivan Ceković (6. oktobar 1930 – 15. februar 2009) bio je crnogorski književnik.

## Biografija
Ivan Ceković je rođen 6. oktobra 1930. godine u selu Golubovci, blizu Podgorice, gdje je pohađao gimnaziju. Studirao je Novinarsko-diplomatsku visoku školu i Filozofski fakultet u Beogradu, u kome je živio skoro četiri decenije. U Beogradu se upoznao i oženio Danicom Vejnović, novinarkom „Politike“. Iz tog braka ima ćerku Ivanu, vizuelnog umjetnika.
Posljednju godinu i po dana svog života proveo je u Domu za stare u Grbama,gdje je neumorno pisao.Umro je 15 februara 2009. godine. Po njegovoj želji, na njegovom posljednjem počivalištu, ispred Nikolj crkve u Golubovcima, upisan je stih I mrtav biću kao tek probuđen.

## Nagrade
Za svoju prvu pjesničku knjigu za najmlađe, „Kad bi mjesec bio balon“ dobio je nagradu „Mlado pokoljenje“(1964), a za sljedeću zbirku „Šetači laganije“ dobio je nagradu „Neven“ (1967). Dobitnik je i „Nagrade oslobođenja Podgorice“ (1978) i Trinaestojulske nagrade za životno djelo (1981). Dodijeljena mu je Povelja za stvaralaštvo za djecu u Kolašinu (1997), kao i priznanje „Pod starom maslinom“ (1998). u Baru. Nagrada za životno djelo dodijeljena je posthumno u Golubovcima 2013. godine.

## Bibliografija
Objavio je osam knjiga poezije za odrasle:
- Oko što ne umire ćutke (1956),
- Ratu umjesto psovke (1958),
- Kakav je to način (1961),
- Ravnaj se po boru (1964),
- Hod i ruža (1970),
- Pozna zora (1972),
- Otići dalje (1976),
- Čovjek mu vidik jedini (1978).

Skoro pet decenija je pisao za djecu. Njegovi stihovi su u čitankama, antologijama i školskim lektirama za djecu. Objavio je knjige za najmlađe:
- Kad bi mjesec bio balon (1964),
- Zvjezdani vrt (1965),
- Šetači laganije (1967),
- Poznanstva s dječjim piscima (1970),
- Nek izvoli kako ko voli (1973),
- Putovati svijetom makar trotinetom (1976),
- Sunce u tvojim očima (1979) ,
- Čitao sam da čitate (1980),
- Ko se sa kim grli (1990),
- Najveći šešir ima dan (1999) .

Knjiga pjesama "Ja sada putujem" ,nastala dok je pjesnik boravio u Domu za Stare u Grbama, objavljena je posthumno u izdanju Gradske Biblioteke "Radosav Ljumović" 2015.godine. Promocija knjige je održana 15.10.2015.godine .Na promociji su govorili književnici Momir Marković i Slobodan Vukanović,kao i profesor Natalija Abramović,koja se obratila u ime porodice pjesnika,a stihove je govorio dramski umjetnik Danilo Čelebić.

## Literatura
- Akademik Žarko Đurović: „Riječ i vrijeme – zapisi o preminulim piscima”, Podgorica, CANU, 2013.. стр. 225-228.

## Spoljašnje veze
- pjesma MOJA KUĆA
- pjesma PRIJE ŠETNJE
- pjesma USPAVANKA ZA BUĐENJE
- Promocija knjige JA SADA PUTUJEM
- pjesma iz zbirke JA SADA PUTUJEM
- Književni festival u čast pjesnika
- Milenko Ratković-Anegdote o piscima
- Čitamo crnogorske autore: Ivan Ceković
- Sjećanje na pjesnika Ivana Cekovića,Ranko  KOVAČEVIĆ
- Pjesničko veče
- Glas Zete o pjesniku